# Kassai István (zongoraművész)
Kassai István (Budapest, 1959. március 26. –) Liszt Ferenc-díjas magyar zongoraművész.

## Pályája
1965-ben kezdett zongorázni Csákvári Ilona tanárnőnél, a weimari Liszt-növendék, Aggházy Károly tanítványánál. Első nyilvános fellépése 1966-ban volt. 1969 és 73 között a Bartók Béla Zeneművészeti Szakközépiskola diákja, ahol tanárai Kertész Lajos és – fél évig – Ábrahám Mariann voltak. 1973-ban, 14 évesen felvételt nyert a Liszt Ferenc Zeneművészeti Főiskolára Kadosa Pál és Ránki Dezső osztályába, de hosszabb-rövidebb ideig tanult Szegedi Anikótól, Jandó Jenőtől, Dráfi Kálmántól, Solymos Pétertől illetve Rados Ferenctől, Kocsis Zoltántól, Ferenczy Györgytől és Cziffra György (zongoraművész)től is. 1982-ben diplomázott. 1982-ben, 83-ban és 85-ben Franciaországban mesterkurzusokon vett részt, 1984-ben francia állami ösztöndíjjal megszerezte második diplomáját a párizsi Conservatoire Européen de Musique-ben Yvonne Lefébure professzornál.

## Díjai, eredményei
Több díjat nyert nemzetközi versenyeken, első díját a csehországban található Ústí nad Labem-i Nemzetközi Ifjúsági Zongoraversenyen 1972-ben, a Magyar Rádió Országos Zongoraversenyén 1979-ben és a párizsi Nemzetközi Debussy Zongoraversenyen 1982-ben. 1978-ban Artisjus-díjjal, 1986-ban a Fondation de France Chevillion-Bonnaud-díjával, 1990-ben a Magyar Rádió Nívódíjával, 2001-ben Liszt Ferenc-díjjal, 2010-ben Weiner Leó-díjjal tüntették ki. 2024-ben elnyerte a Magyarország Érdemes Művésze díjat. 1987 óta kizárólag magyar zenével foglalkozik, korszaka a magyar romantika és századforduló zenéje. Életét a hangfelvétel-készítésnek szentelte. A Naxos kiadó Marco Polo labeljénél felvette Ernest Bloch (2 CD), Erkel Ferenc (2 CD) és Mosonyi Mihály (6 CD), a Grand Piano labelnek (szintén a Naxosé) Balassa Sándor (3CD) összes zongoraművét. A Hungarotonnál Hubay Jenő (13 CD, összkiadás Szecsődi Ferenc hegedűművésszel), Weiner Leó (4 CD, összkiadás), Bartók, Dohnányi, Erkel, Volkmann és Széchényi Imre felvételeket készített. Számos publicisztikája jelent meg, többek között Erkel Ferencről és Mosonyi Mihályról. Sajtó alá rendezte Cziffra György (zongoraművész) improvizációinak első kötetét, Sulyok Imrével az EMB Liszt-kiadásának II/15. kötetét, az Operaház megbízásából elkészítette Erkel Ferenc Bátori Mária című operájának zongorakivonatát. jelenleg Mosonyi Mihály műveinek kottakiadásán dolgozik. 1989 óta az Erkel Ferenc Társaság alapító elnökségi tagja, továbbá 1998-tól a Hubay Jenő Társaság valamint 2000-től feloszlásáig a Lajtha László Társaság elnökségi tagja. 2013-ban a Magyar Művészeti Akadémia rendes tagjává választották.